# Martin Villeneuve
Pour les articles homonymes, voir Villeneuve.
Martin Villeneuve, né le 13 mars 1978 à Bécancour (Québec), est un cinéaste québécois. Il est notamment connu pour son adaptation en série animée de Red Ketchup (2023),,,,,,, pour ses longs métrages Les 12 travaux d'Imelda (2022) et Mars et Avril (2012),, et pour son TED Talk : « Comment j’ai réalisé un film impossible », prononcé en Californie en 2013.
Il est le frère de Denis Villeneuve, également cinéaste.

## Biographie

### Jeunesse et formation
Martin Villeneuve fait ses études secondaires au Séminaire Saint-Joseph de Trois-Rivières et ses études collégiales en arts, lettres et communication au Collège Brébeuf à Montréal. Il complète ensuite une majeure en production cinématographique à l’Université Concordia ainsi qu’un baccalauréat en design graphique à l’Université du Québec à Montréal.
Parallèlement à ses études universitaires, il signe des affiches de cinéma dont celle du film Québec-Montréal qui remporte le prix Travelling Laurentides de la meilleure campagne de lancement en 2002. La même année, il gagne la bourse de l’agence Sid Lee pour la qualité de son portfolio. Au cours des années suivantes, il travaille comme directeur artistique au sein de cette agence, en particulier pour le Cirque du Soleil. À ce titre, il participe à la conception des campagnes publicitaires des spectacles Zumanity, KÀ et Corteo, pour lesquels il a par ailleurs trouvé les noms. De plus, lorsque l’agence Diesel change son nom en 2006, c’est lui qui a l’idée de l’anagramme Sid Lee. Durant cette période, il réalise aussi plusieurs publicités télévisuelles pour le Cirque du Soleil, ainsi que des courts métrages et vidéoclips.
Son photo-roman revisité Mars et Avril, paru en 2002, est récompensé aux Alcuin Society Book Design Awards 2002 et aux Prix Grafika 2003. En lice pour un prix Bédélys, sa bande dessinée La voix du tonnerre est lancée en 2004 au Québec et en Europe. En 2006, Mars et Avril est réédité par Sid Lee et La Pastèque à l’occasion de la sortie du deuxième tome, intitulé À la poursuite du fantasme. Ce dernier remporte un prix Alcuin Society 2006, est finaliste au concours Lux 2007, et obtient un prix Gutenberg 2008.

### Débuts au cinéma
En 2012, Martin Villeneuve complète son premier long métrage en tant que scénariste, réalisateur et producteur, Mars et Avril, adapté de ses romans graphiques éponymes,,,. Mars et Avril est présenté en première mondiale au 47e Festival international du film de Karlovy Vary en République tchèque dans la catégorie “Another View”, et fait l’ouverture de la section FOCUS du 41e Festival du nouveau cinéma de Montréal,,. Le film de science-fiction, qui met en vedette Jacques Languirand, Caroline Dhavernas, Paul Ahmarani et Robert Lepage, sort en salle en octobre 2012 et est présenté dans une vingtaine de festivals internationaux,. Mars et Avril reçoit neuf nominations au Canada en 2013 (quatre aux Prix Écrans canadiens et cinq aux Prix Iris), dont celle de la meilleure adaptation, puis il remporte notamment un prix Imaging the Future au Festival international du film fantastique de Neuchâtel en Suisse.
En 2014, il fait ses débuts comme acteur sous les traits de sa propre grand-mère dans Imelda, rôle pour lequel il remporte le Prix d’interprétation masculine de l’Union des artistes au 12e Gala Prends ça court ! en 2015, le Prix du meilleur court métrage québécois au Festival Images en vues 2014, ainsi qu’une Mention spéciale du jury dans la catégorie Meilleur court métrage canadien au FICFA 2014,,,.
En 2016-2017, Martin Villeneuve réalise les premiers épisodes de la 2e saison de la série américaine Real Detective, mettant en vedette Daniel Cudmore et Cristina Rosato, qui est diffusée sur Investigation Discovery Channel et sur Netflix.

### Carrière
En août 2020, un court métrage documentaire de 14 minutes portant sur le travail de Martin Villeneuve, réalisé par Jean Benoit, est lancé en ligne, présentant des entrevues avec le metteur en scène Robert Lepage, l’illustrateur François Schuiten et le cinéaste Denis Villeneuve.
À l’automne 2020, Martin Villeneuve lance deux suites à son court métrage Imelda : Imelda 2 : le notaire mettant en vedette Robert Lepage est présenté en première mondiale et en ouverture du Festival de Cinéma de la Ville de Québec le 16 septembre 2020, en plus de remporter le prix Cinémental du meilleur court métrage canadien 2020,,,. Imelda 3 : Simone mettant en vedette Ginette Reno est présenté en première mondiale et en ouverture du Festival du cinéma international en Abitibi-Témiscamingue le 31 octobre 2020,,,,. Ces trois courts métrages forment la Trilogie Imelda.
Le 7 janvier 2021, Villeneuve donne une classe de maître d’une durée de soixante minutes pour Goalcast.
En 2022, Villeneuve complète son deuxième long métrage, Les 12 travaux d'Imelda, mettant en vedette Robert Lepage, Ginette Reno, Michel Barrette, Antoine Bertrand, Anne-Marie Cadieux, Yves Jacques, Lynda Beaulieu, Marc-François Blondin ainsi que lui-même dans le rôle d'Imelda,,,. Cette comédie dramatique, inspirée de faits réels, est lancée en première mondiale au Festival de Cinéma de la Ville de Québec le 9 septembre 2022, et prend l’affiche sur 29 écrans à travers le Québec le 28 octobre 2022,,,,,,. Le film est également projeté en compétition officielle au Festival du film de Whistler 2022, où Arthur Tarnowski remporte le prix Borsos du meilleur montage,. Le 26 mars 2023, Martin Villeneuve gagne le prix d’interprétation masculine au Festival du Film Canadien de Dieppe, en France, pour son rôle d’Imelda,,,,. Le 31 août 2023, il obtient le prix du meilleur réalisateur au Festival International du Film Canada-Chine pour Les 12 travaux d'Imelda,,,.
En 2023, Martin Villeneuve lance une série d’animation autour de Red Ketchup, personnage culte de la bande dessinée québécoise créé par Pierre Fournier et Réal Godbout,
,
. En plus de réaliser les 20 épisodes de 30 minutes, Villeneuve participe à l’écriture et prête sa voix au personnage de Bill Bélisle. Produite par Jacques Bilodeau chez Sphère Animation, la série est diffusée sur Télétoon la nuit depuis le 20 avril 2023,,,,,. Cette série animée devient l’émission la plus regardée de Télétoon la nuit, la diffusion des 10 premiers épisodes surclassant même Les Simpsons au Québec. La chaîne enregistre une croissance de 23 % en 2023 grâce à la mise en ondes de cette série mettant en vedette le célèbre agent du FBI. Les épisodes 11 à 20 sont diffusés depuis le 5 octobre 2023,.
En mars 2024, il est président du jury au Festival du film canadien de Dieppe, en France.
Le 31 mai 2024, il rend hommage à son frère Denis Villeneuve, récipiendaire de l’Icon Award aux 12e Gala des Prix Écrans canadiens.
Le 20 juin 2024, il est annoncé que Martin Villeneuve réalisera le thriller d’horreur Merciless, mettant en vedette Jonathan Majors.

### TED Talk
Le 27 février 2013, Martin Villeneuve donne un TED Talk à propos de Mars et Avril à la Conférence TED mondiale,. Avant sa conférence, la séquence d’ouverture du film est montrée, de même qu’un aperçu d’une durée de trois minutes des étapes menant du fond vert à l’image finale. Le TED Talk de Martin Villeneuve, « Comment j’ai réalisé un film impossible », est mis en ligne sur TED.com le 7 juin 2013 et, un mois plus tard, est ajouté à la liste sur la création de la magie au cinéma de TED, sur laquelle se retrouvent notamment les cinéastes James Cameron et J. J. Abrams. Son TED Talk a été vu plus d’un million de fois sur TED.com, et a été sous-titré en une trentaine de langues. Depuis, Mars et Avril est surnommé le « film impossible », a été vendu aux États-Unis et est disponible en ligne,.

## Publications

### Romans graphiques
- Mars et Avril tome 1, photo-roman, texte de Martin Villeneuve, photographies de Yanick Macdonald, Éd. Les 400 coups, 2002 (réédition : Diesel et la Pastèque, 2006)
- La voix du tonnerre, bande dessinée, scénario de Martin Villeneuve, dessins de Daniel Svatek, Éd. Les 400 coups, 2004
- Mars et Avril tome 2 : À la poursuite du fantasme, photo-roman, texte de Martin Villeneuve, photographies de Yanick Macdonald, Éd. Diesel et la Pastèque, 2006[89]

## Filmographie
- 2000 : Chrysanthème (court métrage)[90]
- 2002 : Jouisseland de Jean Leloup (court métrage)[91]
- 2003-2013 : Cirque du Soleil – Publicités et courts documentaires[16]
- 2011 : Deux immortels : Prélude à Mars et Avril (court métrage)[92]
- 2012 : Mars et Avril (long métrage)[93],[94]
- 2013 : L’Expérience Mars et Avril (making of)[21]
- 2013 : Martin Villeneuve : Comment j'ai réalisé un film impossible (conférence TED)[11]
- 2014 : Imelda (court métrage)[95]
- 2016-2017 : Real Detective, Saison 2 (télésérie, 2 episodes)[96]
- 2019 : It’s Alive! (court métrage)[97]
- 2020 : More of the World (vidéoclip)[98]
- 2020 : Il était une fois Martin Villeneuve (court métrage documentaire réalisé par Jean Benoit, présentant des entrevues avec Robert Lepage, François Schuiten et Denis Villeneuve)[99]
- 2020 : Imelda 2 : le notaire (court métrage)[100],[101]
- 2020 : Imelda 3 : Simone (court métrage)[100],[102]
- 2021 : Le Crabe : Prélude à Aquarica (court métrage)[103]
- 2022 : Les 12 travaux d'Imelda (long métrage)[104]
- 2023 : Red Ketchup (télésérie animée, 20 episodes)[105]

## Prix et mentions
- 2001 : Nomination aux RVCQ pour « meilleur court documentaire expérimental », et finaliste pour le Prix de la Création Vidéo au Festival Vidéo Formes de Clermont-Ferrand (France) : Chrysanthème (court métrage)[90].
- 2002 : Mention honorable, Alcuin Society Book Design Awards, catégorie « Pictorial » : Mars et Avril tome 1.
- 2002-2006 : Au sein de l’agence de créativité commerciale Sid Lee, il participe à la création de campagnes publicitaires pour le Cirque du Soleil, et trouve le nom de trois spectacles : Zumanity, KÀ et Corteo[106]. De plus, lorsque l’agence Diesel change son nom en 2006, c’est lui qui a l’idée de l’anagramme Sid Lee. Ces campagnes ont remporté plusieurs prix[107],[108].
- 2002 : Bourse UQAM-Diesel pour la qualité du portfolio.
- 2002 : Il signe des affiches de cinéma, dont celle de Québec-Montréal, qui présente le pictogramme d’un orignal en érection monté sur une voiture, et pour laquelle il remporte le Prix Travelling Laurentides de la meilleure campagne de lancement[17].
- 2003 : Finaliste, Prix Grafika, catégorie « Livres » : Mars et Avril tome 1.
- 2004 : Finaliste, Prix Bédélys : La voix du tonnerre.
- 2006 : 2e prix, Alcuin Society Book Design Awards, catégorie « Prose Illustrated » : Mars et Avril tome 2.
- 2007 : Finaliste, concours Lux, catégorie « Livres » : Mars et Avril tome 2.
- 2008 : We Love Books: A World Tour | The Best in Independent Publishing and Graphic Design : Mars et Avril tomes 1 et 2.
- 2008 : Prix Gutenberg d’or, catégorie « Livres » : Mars et Avril tome 2.
- 2011 : Prix Applied Arts, catégorie « Advertising Photography – Series » pour l’exposition « Dieu(X) Modes d’emploi », au Musée de la civilisation de Québec.
- 2011 : Prix Grafika, catégorie « Affiche culturelle – série » pour l’exposition « Dieu(X) Modes d’emploi », au Musée de la civilisation de Québec.
- 2012-2014 : Mars et Avril est présenté dans une vingtaine de festivals internationaux[88] et remporte un prix Imaging the Future au Festival International du Film Fantastique de Neuchâtel en Suisse, ainsi qu’une mention honorable au Boston Science Fiction Film Festival pour le travail de postproduction[88].
- 2013 : Martin Villeneuve donne une conférence TED à propos de Mars et Avril à TED2013, tenu à Long Beach, en Californie[109].
- 2013 : Mars et Avril reçoit neuf nominations au Canada (quatre aux Prix Écrans canadiens et cinq aux Prix Iris) dont celle de la « meilleure adaptation »[17]. La musique du film composée par Benoît Charest remporte le Félix dans la catégorie « Album de l’année – bande sonore originale » au Gala de l’ADISQ[110].
- 2014 : Imelda remporte le Prix du meilleur court métrage québécois au Festival Images en vues 2014, ainsi qu’une Mention spéciale du jury dans la catégorie Meilleur court métrage canadien au FICFA[31].
- 2015 : Martin Villeneuve remporte le Prix d’interprétation masculine de l’Union des artistes au 12e Gala Prends ça court ! pour son rôle dans Imelda[31].
- 2020 : Martin Villeneuve remporte le prix Cinémental du meilleur court métrage canadien 2020 pour Imelda 2 : le notaire, ex æquo avec Scars de Alex Anna[38].
- 2022 : Les 12 travaux d'Imelda remporte le prix Borsos pour le meilleur montage au Festival du film de Whistler[111].
- 2023 : Martin Villeneuve remporte le prix d’interprétation masculine au Festival du Film Canadien de Dieppe, en France, pour son rôle d’Imelda dans Les 12 travaux d’Imelda[112].
- 2023 : Martin Villeneuve remporte le prix du meilleur réalisateur au Festival International du Film Canada-Chine pour Les 12 travaux d'Imelda[113].